# Piorella sedlaceki
Piorella sedlaceki är en insektsart som beskrevs av Evans 1972. Piorella sedlaceki ingår i släktet Piorella och familjen dvärgstritar. Inga underarter finns listade i Catalogue of Life.